# قائمة أعمال تشارليز ثيرون

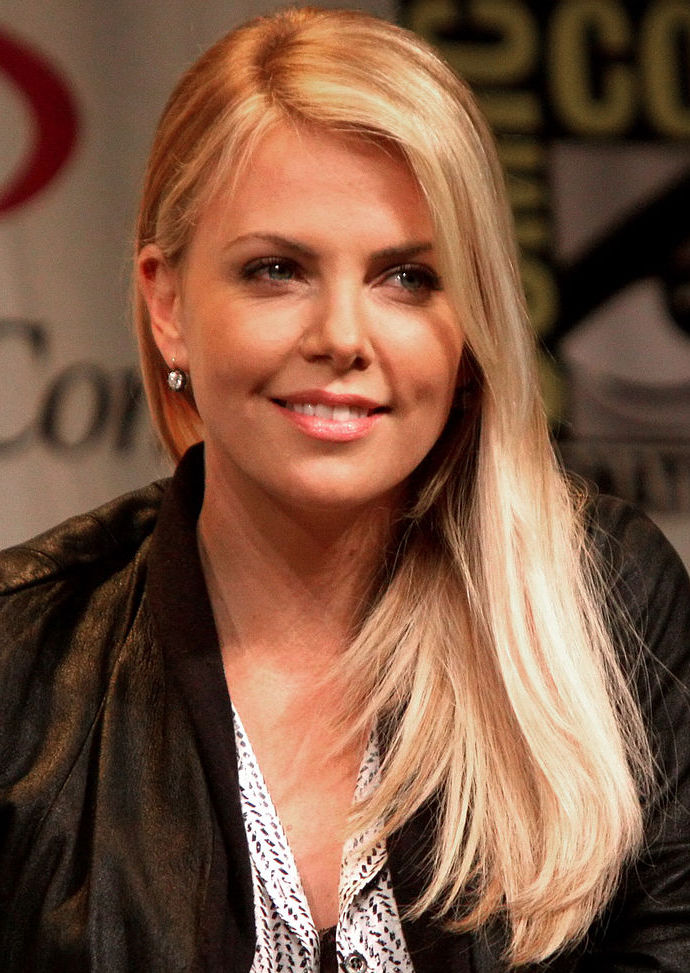
تشارليز ثيرون سنة 2012 أثناء تقديم فيلم بروميثيوس.

تشارليز ثيرون (مواليد 7 أغسطس 1975، خاوتينغ) هي مُمثلة جنوب أفريقية أمريكية. كانت بدايات تشارليز في عالم السينما سنة 1995 بعد أدائها لدور صغير في فيلم الرعب (بالإنجليزية: Children of the Corn III: Urban Harvest)‏. أدت ثيرون بعد ذلك دور قاتلة في فيلم يومان في الوادي، ودور نادلة في فيلم الكوميديا الرومانسية (بالإنجليزية: Trial and Error)‏ (1997)، ودور امرأة تُراودها رؤى شيطانية في فيلم الإثارة محامي الشيطان (1997) رُفقة كُل من كيانو ريفز وآل باتشينو. ظهرت بعدها في فيلم (بالإنجليزية: The Astronaut's Wife)‏ رُفقة جوني ديب، وفيلم من إخراج لاسي هالستروم حمل عُنوان قوانين منزل سايدر (الفيلمين معا في سنة 1999). أدت ثيرون دور القاتلة المُتسلسلة أيلين ورنوس في في فيلم الدراما والجريمة وحش (2003)، وقد حصلت عن هذا الدور على جائزة الأوسكار لأفضل ممثلة، وجائزة غولدن غلوب لأفضل ممثلة - فيلم دراما، وجائزة نقابة ممثلي الشاشة لأفضل مُمثلة في دور رئيسي. في 2004، مثلت ثيرون شخصية بريت إيكلاند في فيلم السيرة الذاتية (بالإنجليزية: The Life and Death of Peter Sellers)‏.
في سنة 2005، مثلت ثيرون دور قاتلة مُتسلسلة في فيلم الخيال العلمي والأكشن إيون فلوكس، ودور عاملة مناجم تُعاني من التحرش الجنسي في فيلم الدراما شمال المدينة. وقد رُشحت عن دورها في فيلم شمال المدينة لنيل جائزة الأوسكار لأفضل ممثلة وجائزة البافتا لأفضل ممثلة في دور رئيسي. في نفس السنة، أدت صوت شخصية إيون فلوكس في لُعبة إيون فلوكس المبنية على فيلم يحمل نفس الاسم والذي حصلت بفضله على جائزة أفضل أداء نسائي ضمن جوائز سبايك لألعاب الفيديو. بعد ذلك بثلاث سنوات، شاركت ثيرون في فيلم هانكوك إلى جانب ويل سميث. وقد حصد هذا الفيلم إيرادات عالمية وصلت 624 مليون دولار أمريكي. في 2011، حصلت على ترشيح لنيل جائزة غولدن غلوب لأفضل ممثلة - فيلم موسيقي أو كوميدي بعد أدائها لدور كاتبة مُدمنة على الكُحول في فيلم الدراما الكوميدية شاب بالغ. في 2012، شاركت ثيرون في فيلم الأكشن والمُغامرات بياض الثلج والصياد وفيلم الخيال العلمي بروميثيوس لمُخرجه ريدلي سكوت. في 2015، أدت دور الجُندية فيريوسا في فيلم ماد ماكس: فيوري رود لمُخرجه جورج ميلر. بعد ذلك بسنتين، أدت ثيرون دور عميلة ميدانية في جهاز الاستخبارات البريطاني في فيلم الأكشن شقراء ذرية ودور إرهابية في فيلم الأكشن فاست أند فيوريس 8، والذي حصد إيرادات عالمية بلغت بليون دولار أمريكي في مايو 2017. بعد ذلك، شاركت ثيرون في كُل من فيلم الدراما الكوميدية (بالإنجليزية: Tully)‏ (2018)، وفيلم الكوميديا الرومانسية (بالإنجليزية: Long Shot)‏ (2019)، وفيلم السيرة الذاتية مفاجأة مذهلة (2019)، وقد حصلت عن أدائها في الفيلم الأخير على ثالث ترشيح في مسيرتها بخصوص جوائز الأوسكار.

## الأفلام
| السنة | عُنوان الفيلم بالعربية                   | العُنوان الأصلي للفيلم                   | الدور                      | مُلاحظات                                       | مراجع         |
| ----- | --------------------------------------- | --------------------------------------- | -------------------------- | --------------------------------------------- | ------------- |
| 1995  | أطفال الذرة الدزء الثالث: الحصاد الحضري | Children of the Corn III: Urban Harvest | مُتابعة إيلي                | دور الكاميو، فيلم فيديو                       | [ 2 ] [ 20 ]  |
| 1996  | يومان في الوادي                         | 2 Days in the Valley                    | هيلغا سفيلغن               |                                               | [ 21 ] [ 22 ] |
| 1996  | هذا شيء تفعله!                          | That Thing You Do!                      | تينا باورز                 |                                               | [ 23 ] [ 24 ] |
| 1997  | المحاولة والخطأ                         | Trial and Error                         | بيلي تايلر                 |                                               | [ 4 ]         |
| 1997  | محامي الشيطان                           | The Devil's Advocate                    | ماري آن لوماكس             |                                               | [ 25 ]        |
| 1998  | شهرة                                    | Celebrity                               | عارضة أزياء                |                                               | [ 26 ]        |
| 1998  | مايتي جو يونغ                           | Mighty Joe Young                        | جيل يونغ                   |                                               | [ 25 ]        |
| 1999  | زوجة رائد الفضاء                        | The Astronaut's Wife                    | جيليان أرماكوست            |                                               | [ 27 ]        |
| 1999  | قوانين منزل سايدر                       | The Cider House Rules                   | كاندي كيندال               |                                               | [ 25 ]        |
| 2000  | ألعاب الرنة                             | Reindeer Games                          | أشلي ميرسر                 |                                               | [ 28 ] [ 24 ] |
| 2000  | الياردات                                | The Yards                               | إيريكا ستولتز              |                                               | [ 25 ]        |
| 2000  | رجال الشرف                              | Men of Honor                            | غوين سانداي                |                                               | [ 29 ]        |
| 2000  | أسطورة باغر فانس                        | The Legend of Bagger Vance              | أديل إينفرغوردون           |                                               | [ 25 ]        |
| 2001  | نوفمبر الحلو                            | Sweet November                          | سارة ديفر                  |                                               | [ 25 ]        |
| 2001  | 15 دقيقة                                | 15 Minutes                              | روز هيرن                   |                                               | [ 30 ]        |
| 2001  | لعنة العقرب اليشم                       | The Curse of the Jade Scorpion          | لورا كينسينغتون            |                                               | [ 25 ]        |
| 2002  | المحاصرون                               | Trapped                                 | كارين جينينغز              |                                               | [ 31 ]        |
| 2002  | الاستيقاظ في رينو                       | Waking Up in Reno                       | كاندي كيركندال             |                                               | [ 32 ]        |
| 2003  | المهمة الإيطالية                        | The Italian Job                         | ستيلا بريدجر               |                                               | [ 25 ]        |
| 2003  | وحش                                     | Monster                                 | أيلين ورنوس                | اشتغلت كمُنتجة أيضا                            | [ 33 ]        |
| 2004  | رأس في السحاب                           | Head in the Clouds                      | غيلدا بيسي                 |                                               | [ 25 ]        |
| 2005  | شمال المدينة                            | North Country                           | جوسي آيمز                  |                                               | [ 25 ]        |
| 2005  | إيون فلوكس                              | Æon Flux                                | إيون فلوكس                 |                                               | [ 34 ]        |
| 2006  | شرق هافانا                              | East of Havana                          | —                          | فيلم وثائقي، اشتغلت أيضا كمُنتجة في هذا الفيلم | [ 35 ] [ 36 ] |
| 2007  | في وادي إيلا                            | In the Valley of Elah                   | المُحققة إيميلي ساندرز      |                                               | [ 25 ]        |
| 2007  | معركة في سياتل                          | Battle in Seattle                       | إيلا                       |                                               | [ 25 ] [ 37 ] |
| 2008  | المشي أثناء النوم                       | Sleepwalking                            | جولين ريدي                 | اشتغلت كمُنتجة أيضا                            | [ 38 ]        |
| 2008  | هانكوك                                  | Hancock                                 | ماري إيمبري                |                                               | [ 25 ]        |
| 2008  | السهل المحترق                           | The Burning Plain                       | سيلفيا                     | اشتغلت كمُنتجة تنفيذية أيضا                    | [ 25 ] [ 39 ] |
| 2009  | الطريق                                  | The Road                                | الزوجة                     |                                               | [ 25 ]        |
| 2009  | الولد الخارق                            | Astro Boy                               | الراوية (صوت)              |                                               | [ 25 ]        |
| 2011  | شاب بالغ                                | Young Adult                             | مافيس غاري                 |                                               | [ 25 ]        |
| 2012  | بياض الثلج والصياد                      | Snow White and the Huntsman             | الملكة رافينا              |                                               | [ 40 ]        |
| 2012  | بروميثيوس                               | Prometheus                              | ميريديث فايكرز             |                                               | [ 41 ]        |
| 2014  | مليون طريقة للموت في الغرب              | A Million Ways to Die in the West       | آنا                        |                                               | [ 25 ]        |
| 2015  | أماكن مظلمة                             | Dark Places                             | ليبي داي                   | اشتغلت كمُنتجة أيضا                            | [ 42 ]        |
| 2015  | ماد ماكس: فيوري رود                     | Mad Max: Fury Road                      | فيريوسا                    |                                               | [ 43 ]        |
| 2016  | الصياد: حرب الشتاء                      | The Huntsman: Winter's War              | الملكة رافينا              |                                               | [ 44 ]        |
| 2016  | الوجه الأخير                            | The Last Face                           | رين بيترسن                 |                                               | [ 45 ]        |
| 2016  | كوبو والسلسلتان                         | Kubo and the Two Strings                | القرد (صوت)                |                                               | [ 46 ] [ 47 ] |
| 2016  | برين أون فاير                           | Brain on Fire                           | —                          | مُنتجة                                         | [ 48 ]        |
| 2017  | شقراء ذرية                              | Atomic Blonde                           | لورين براوتون              | اشتغلت كمُنتجة أيضا                            | [ 49 ]        |
| 2017  | فاست أند فيوريس 8                       | The Fate of the Furious                 | سيفر                       |                                               | [ 50 ]        |
| 2018  | تولي                                    | Tully                                   | مارلو                      | اشتغلت كمُنتجة أيضا                            | [ 51 ]        |
| 2018  | غرينغو                                  | Gringo                                  | إيلين ماركينسون            | اشتغلت كمُنتجة أيضا                            | [ 52 ]        |
| 2019  | ضربة طويلة                              | Long Shot                               | تشارلوت فيلد               | اشتغلت كمُنتجة أيضا                            | [ 53 ]        |
| 2019  | لغز جريمة القتل                         | Murder Mystery                          | —                          | مُنتجة تنفيذية                                 | [ 54 ]        |
| 2019  | عائلة أدامز                             | The Addams Family                       | مورتيسيا آدامز (صوت)       | اشتغلت كمُنتجة تنفيذية أيضا                    | [ 55 ]        |
| 2019  | مفاجأة مذهلة                            | Bombshell                               | ميغين كيلي                 | اشتغلت كمُنتجة أيضا                            | [ 56 ]        |
| 2020  | الحرس القديم                            | The Old Guard                           | أندي / أندروماتش سيكيثيا   | اشتغلت كمُنتجة أيضا                            | [ 57 ]        |
| 2021  | السرعة والغضب 9                         | F9                                      | سيفر                       |                                               | [ 58 ]        |
| 2021  |                                         | The Addams Family 2                     | مورتيسيا آدامز (أداء صوتي) | مرحلة ما بعد الإنتاج*                         | [ 59 ]        |
| 2021  |                                         | The School for Good and Evil            | السيدة ليسو                | مرحلة ما بعد الإنتاج*                         | [ 60 ]        |

| * | هاته العلامة تُشير إلى الأفلام التي لم تصدُر بعد |

## المُسلسلات
| السنة     | العُنوان بالعربية            | العُنوان الأصلي للمُسلسل              | الدور (أدوار)                  | مُلاحظات                                | مراجع  |
| --------- | --------------------------- | ----------------------------------- | ------------------------------ | -------------------------------------- | ------ |
| 1997      | هوليوود سري                 | Hollywood Confidential              | سالي براون                     | فيلم تلفزيوني                          | [ 61 ] |
| 2000      | ساترداي نايت لايف           | Saturday Night Live                 | المُضيفة                        | حلقة : "تشارليز ثيرون/بول سايمون"      | [ 62 ] |
| 2004      | حياة وموت بيتر سيلرز        | The Life and Death of Peter Sellers | بريت إيكلاند                   | فيلم تلفزيوني                          | [ 63 ] |
| 2005      | عائلة بلوث                  | Arrested Development                | ريتا ليدز                      | 5 حلقات                                | [ 64 ] |
| 2006      | الدجاجة الآلية              | Robot Chicken                       | أُم دانيال / الأم / نادلة (صوت) | حلقة : "كتاب كورين"                    | [ 65 ] |
| 2013      | هاتفيلدز ومكويز             | Hatfields & McCoys                  | —                              | مُنتجة تنفيذية، حلقة تجريبية            | [ 66 ] |
| 2014      | ساترداي نايت لايف           | Saturday Night Live                 | المُضيفة                        | حلقة : "تشارليز ثيرون/The Black Keys"  | [ 67 ] |
| 2017      | المديرة                     | Girlboss                            | —                              | مُنتجة تنفيذية; 13 حلقة                 | [ 68 ] |
| 2017      | أورفيل                      | The Orville                         | بريا لافيسك                    | حلقة : "بريا"                          | [ 69 ] |
| 2017–2019 | مايندهنتر                   | Mindhunter                          | —                              | مُنتجة تنفيذية، 19 حلقة                 | [ 70 ] |
| 2019      | هايبر درايف                 | Hyperdrive                          | —                              | مُنتجة تنفيذية، 10 حلقات                | [ 71 ] |
| 2020      | فيلم المنزل: الأميرة العروس | Home Movie: The Princess Bride      | فزيك                           | حلقة : "Have Fun Storming The Castle!" | [ 72 ] |

## فيديوهات موسيقية
| السنة | العُنوان بالإنجليزية | الدور  | مُلاحظات                     | مراجع  |
| ----- | ------------------- | ------ | --------------------------- | ------ |
| 2010  | Crossfire           | هيروين | أُغنية من أداء براندون فلاور | [ 73 ] |

## ألعاب الفيديو
| السنة | عُنوان اللعبة | الأدوار الصوتية | مُلاحظات | مراجع  |
| ----- | ------------ | --------------- | ------- | ------ |
| 2005  | إيون فلوكس   | إيون فلوكس      |         | [ 74 ] |

## الويب
| السنة | العُنوان بالعربية                        | العُنوان بالإنجليزية                             | الدور | مُلاحظات | مراجع  |
| ----- | --------------------------------------- | ----------------------------------------------- | ----- | ------- | ------ |
| 2009  | بين اثنين من السرخس مع زاك غاليفياناكيس | Between Two Ferns with Zach Galifianakis        | نفسُها |         | [ 75 ] |
| 2012  | تشارليز ثيرون تعرضت للاختراق            | Charlize Theron Got Hacked                      | نفسُها |         | [ 76 ] |
| 2017  | 10 طرق لدفعه إلى البرية                 | 10 Ways To Drive Him Wild (ft. Charlize Theron) | نفسُها |         | [ 77 ] |

## روابط خارجية
- قائمة أعمال تشارليز ثيرون في قاعدة بيانات الأفلام على الإنترنت